# Burg Au
Die Burg Au ist eine abgegangene Spornburg auf 330 m ü. NN beim „Unteren Burghof“ auf einem Bergsporn des Schönbergs, westlich von Au im Landkreis Breisgau-Hochschwarzwald in Baden-Württemberg.
Die Burg wurde 1344 erstmals erwähnt und war im Besitz der Familie Au. Von ihr wurde sie bis ins 15. Jahrhundert bewohnt, danach verfiel die Anlage. Im Jahr 1862 wird noch von einem Graben und Mauerresten berichtet. Von der ehemaligen Burg ist nichts mehr erhalten.
Neben Burg Au gab es mit Burg Obhusen eine zweite Burg in Au.